# Henry Jones Ford

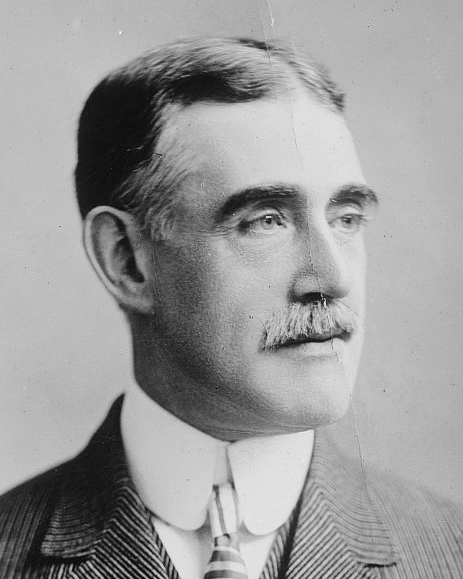
Henry Jones Ford

Henry Jones Ford (* 25. August 1851 in Baltimore, Maryland; † 29. August 1925 in Blue Ridge Summit, Pennsylvania) war ein US-amerikanischer Politikwissenschaftler, der als Professor an der Princeton University lehrte. 1918/19 amtierte er als Präsident der American Political Science Association (APSA).
Von 1872 bis 1996 arbeitete Ford als leitender Redakteur und Leitartikler bei sechs verschiedenen Zeitungen in den Städten Baltimore, New York City und Pittsburgh. Später kehrte er in seine Heimatstadt Baltimore zurück und lehrte Politikwissenschaft an der Johns Hopkins University, danach an der University of Pennsylvania und schließlich (auf Wunsch des Präsidenten der Universität, Woodrow Wilson) an der Princeton University.
Seine Verbindung zu Wilson führte Ford auch in die Politik. Als Wilson Gouverneur von New Jersey war, ernannte er ihn zum Kommissar für das Bank- und Versicherungswesen; nachdem Wilson US-Präsident geworden war, reiste Ford als dessen persönlicher Gesandter auf die Philippinen. Gegen Ende der Wilsons-Präsidentschaft wurde er in die Interstate Commerce Commission berufen.

## Schriften
- Representative government. Holt and Company, New York 1924.
- The Scotch-Irish in America. Peter Smith, New York 1941.
- Washington and his colleagues. A chronicle of the rise and fall of federalism. Yale University Press, New Haven 1918.
- Woodrow Wilson, the man and his work. A biographical study. Appleton and Company, New York 1916.
- The natural history of the state. An introduction to political science. Princeton University Press. Princeton 1915.
- The rise and growth of American politics. A sketch of constitutional development. The Macmillan Company, New York 1898.